# Спомен от Освободителната руско-турска война през 1877 – 1878 година
„Спомен от Освободителната руско-турска война през 1877 – 1878 година“ е албум с фотографии и репродукции, издаден от Централното поборническо-опълченско дружество в София през 1928 година в чест на 50-годишнината от края на Руско-турската война от 1877 – 1878 година.
Албумът е 80 страници (10 печатни коли) и съдържа общо 432 изображения, почти всички от тях – снимки и рисувани портрети на български революционери, опълченци и поборници, както и снимки на руския генералитет, щаба на Опълчението, настоятелството на Централното поборническо опълченско дружество „Шипка“ и репродукции на картини от боевете на Шипка и Шейново.
Албумът „Спомен от Освободителната руско-турска война през 1877 – 1878 година“ е отпечатан в печатницата и букволеярница на Петър Глушков. Клишетата са изработка на Кооперативната фотоцинкография „График“ в София.
Екземпляри от албума, който е библиографска рядкост, се намират в някои исторически музеи в страната, като Историческият музей „Искра“ в Казанлък, и у наследници на опълченците.